# Felicita Bevilacqua

Stemma dei Bevilacqua.

Felicita Bevilacqua (Venezia, 2 settembre 1822 – Venezia, 28 gennaio 1899) è stata una nobildonna, patriota e filantropa italiana.

## Biografia
Nacque dal matrimonio del conte Alessandro Bevilacqua, dell'antichissima famiglia veronese, con la contessa Carolina Santi, bresciana di origine bergamasca.
A causa delle liti patrimoniali subite dal padre la famiglia non ebbe la possibilità di assegnarle un precettore privato e, benché aristocratica, fu deciso di farle avere una prima educazione in un collegio pubblico, a Montagnana. Alla prematura del genitore nel 1835 si trasferì con la madre nel suo palazzo di Brescia.
Pur disponendo di molte proprietà le situazioni finanziarie della famiglia continuarono ad essere messe in difficoltà dal comportamento dei fratelli minori Gerolamo e Guglielmo, ben al di sopra delle loro effettive possibilità.

È per merito di Carolina se tutta la famiglia era comunque coltivava sentimenti anti austriaci ed era convinta della causa unitaria italiana introducendo in casa la stampa liberale e portando i figli a vari congressi scientifici e con questo intento li condusse nella prima metà del 1845 in un viaggio di formazione in varie città italiane (Milano, Genova, Napoli, Roma, Firenze…). 

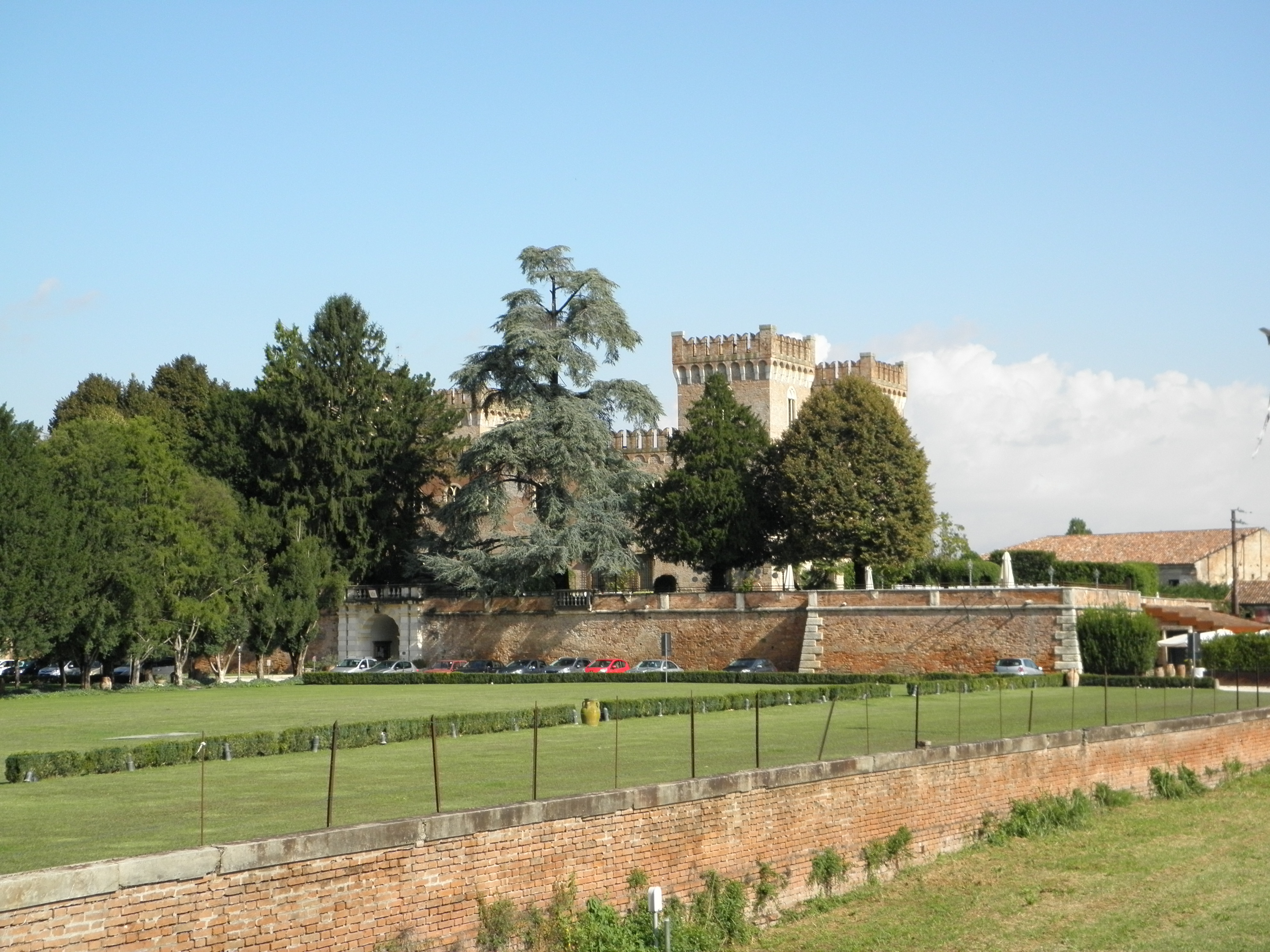
Castello di Bevilacqua

Così nel momento della necessità furono tutti presenti: Carolina organizzò a proprie spese alcuni ospedali per i feriti di guerra a Valeggio, Borghetto e Monzambano e li ospitò anche nella propria dimora di Brescia; Felicita diresse l'ospedale militare in città fino all'armistizio e l'o lasciò soltanto dopo aver messo in salvo tutti i degenti; i due fratelli avevano offerto ospitalità alle truppe della Repubblica di San Marco nel loro castello di Bevilacqua, in più Guglielmo era stato membro del autorità provvisoria di Brescia e in questa veste aveva negoziato con gli austriaci il loro abbandono della città del suo territorio, Gerolamo si era arruolato nel Piemonte Reale cavalleria e morì nella battaglia di Pastrengo il 30 aprile 1848.
Radetzky ordinò di attaccare il castello e nonostante il fatto che Livio Zambeccari, comandante del distaccamento di volontari lì acquartierati, avesse già ritenuto opportuno allontanare le proprie truppe, lo fece bombardare e incendiare il feudo e infine il castello venne saccheggiato giungendo a profanare la cappella gentilizia disperdendo le ossa del padre Alessandro Bevilacqua.

Finita la prima guerra di indipendenza l'atteggiamento anti austriaco dei Bevilacqua non fu dimenticato dalle autorità asburgiche: fu imposta anche direttamente alla famiglia la sanzione di ben 200.000 lire austriache a titolo di danni di guerra, inoltre fu requisito il palazzo bresciano e stabilito anche uno stretto regime di controllo sulle persone e la loro corrispondenza.

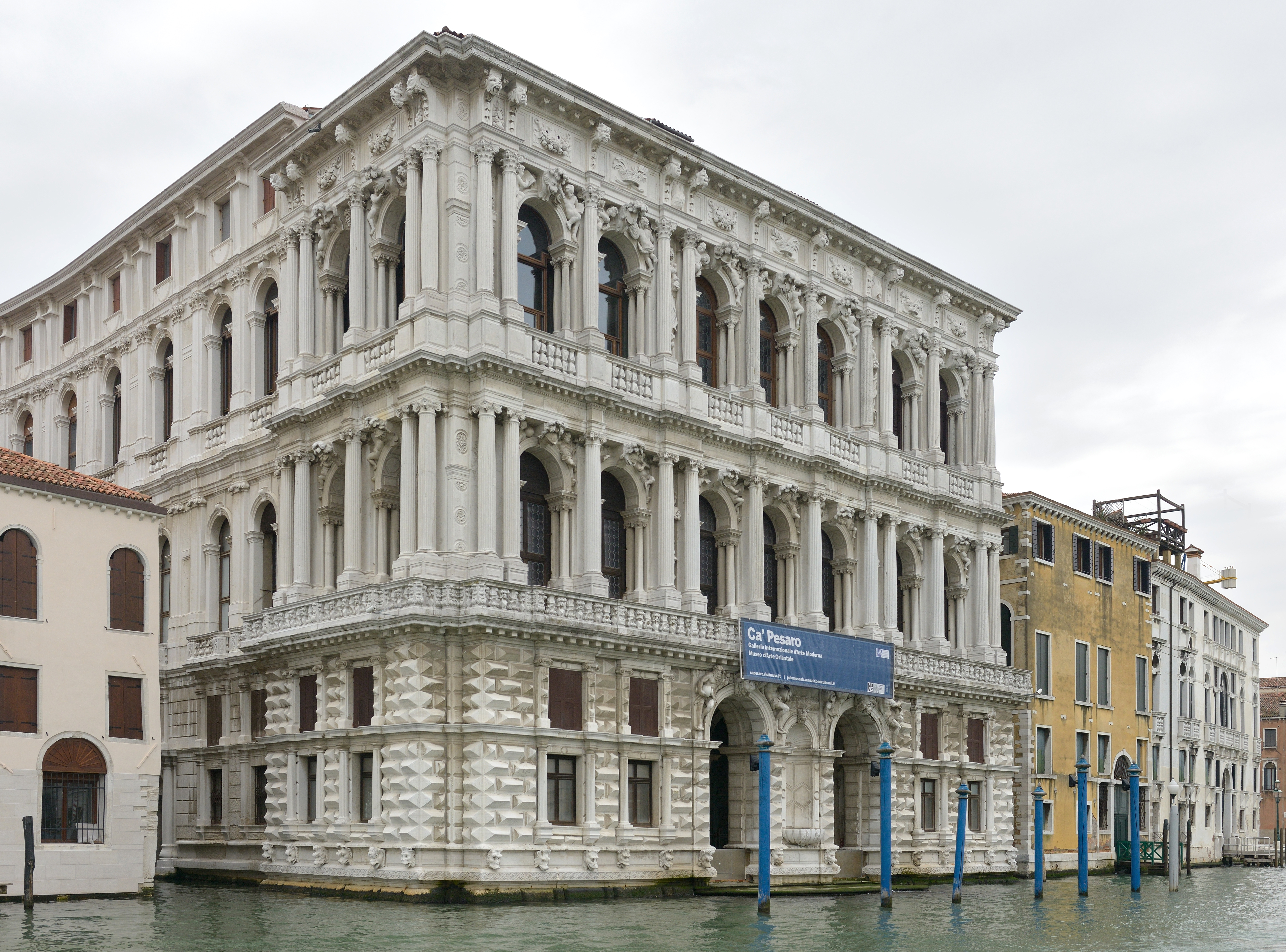
Ca' Pesaro, Venezia

Nel settembre 1849, un mese dopo la cessazione delle ostilità, la contessa Carolina morì. Il giovane Guglielmo riprese le sue pretese ambiziose e le conseguenti spese ed indebitamenti: acquistò la concessione del titolo di duca dal granducato di Toscana per sé e la sorella e il sontuoso edificio di Ca' Pesaro affacciato sul canal Grande di Venezia. 
il 26 aprile del 1856 sposò la contessina Ernestina di Neufels, tedesca del Baden. Questa eventualità era inizialmente poco gradita da Felicita (e ben esplicitato in più lettere al fratello) a motivo della nazionalità immaginata come "nemica" e della religione luterana della sposa. Alla fine il matrimonio, conveniente al mantenimento del buon nome della famiglia, venne accettato una volta appurata la disponibilità del padre, margravio del Baden, di questa di farsi carico dei debiti del futuro genero e anche degli orientamenti liberali sia del genitore che della figlia. La vita coniugale dei due sposi fu molto breve: Guglielmo morì nel giugno del 1857 e pochi mesi dopo scomparvero anche Ernestina e il neonato erede Guglielmo Massimiliano. Allora tutti i debiti restarono sulle spalle di Felicita.
Nel dicembre dello stesso anno Felicita, dopo dodici anni di fidanzamento si sposò con Giuseppe La Masa. Lo aveva conosciuto in casa della poetessa Massimina Fantastici Rosellini durante il soggiorno a Firenze nel maggio 1845. In questo caso il matrimonio era tutt'altro che di convenienza ma di amore e il titolo di barone era certamente di rango inferiore, ma si trattava di una comunione d'intenti. La Masa era un eroe nazionale, organizzatore nel 1848 dei moti di Palermo cosa che gli era costata il definitivo esilio, e poi nel 1860-61 generale garibaldino nella spedizione dei Mille. E poi, ome egli stesso le scriveva:
(Giuseppe La Masa a Felicita Bevilacqua, Torino, 1º maggio 1856)

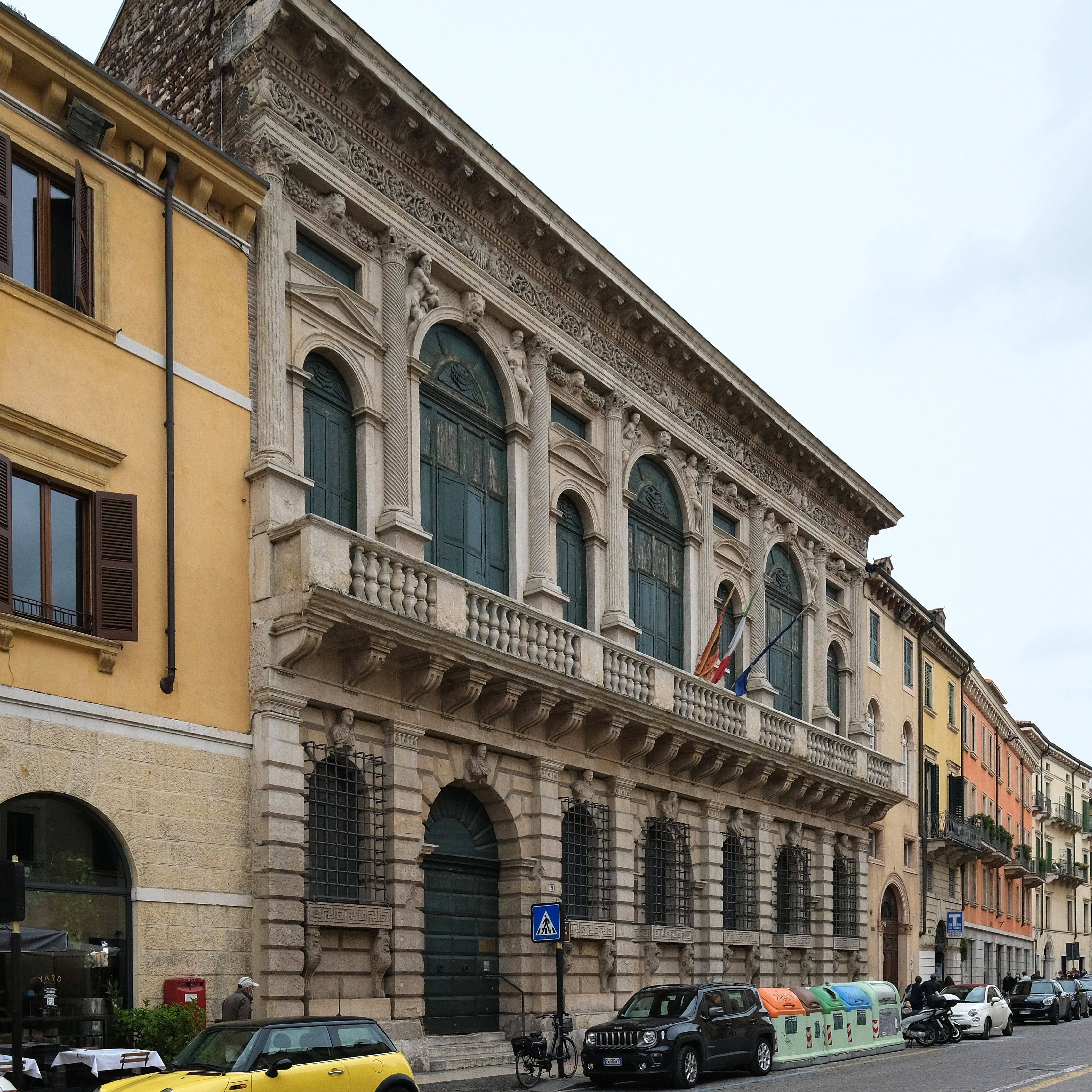
Palazzo Bevilacqua, Verona, corso Cavour

Dopo la morte del fratello Felicita si pose il problema di preservare il nome della famiglia cercando di mantenere le parti più significative del patrimonio e chiese l'autorizzazione al regno di Sardegna per istituire un prestito a premi. Si dovette attendere il 1866 perché la lotteria fosse istituita da una legge regia. Il cospicuo prestito (25 milioni di lire paragonabili a quasi 100 milioni di euro odierni) era erogato tramite obbligazioni – da rimborsare entro 55 anni– gestite da un'apposita società indipendente e garantito dall'ipoteca su tutte le proprietà dei Bevilacqua. Si trattava di un intervento davvero eccezionale, ma anche di un riconoscimento ai sacrifici della famiglia che tanto aveva dato per l'unità d'Italia. Le estrazioni vennero interrotte nel 1875 a causa di irregolarità dei gestori, fatto che comportò la messa all'asta del palazzo materno di Brescia, come lei narrava «particolarmente diletto […] sacro perché per me teatro dei santi entusiasmi del '48». Le estrazioni ripresero nel 1887 con lo spostamento delle obbligazioni alla Banca nazionale del Regno.
La coppia Bevilacqua-La Masa, non elesse mai a residenza principale le città venete o lombarde ma seguì i trasferimenti della capitale del nuovo regno e del suo parlamento, dove Giuseppe era deputato nelle file della sinistra storica, a Torino, Firenze e infine a Roma. Felicita continuava intanto il suo impegno civile e politico come la sottoscrizione femminile a sostegno della spedizione dei Mille nel 1860 o la fondazione assieme alla marchesa Anna Pallavicino Trivulzio dell'Associazione filantropica delle donne italiane. Scrisse anche due brevi romanzi storici, Maria o l'incendio di Bevilacqua e Anna Erizzo o l'assedio di Negroponte, e qualche componimento poetico In tutti era prevalente il carattere patriottico con una particolare attenzione al ruolo delle donne. 
Di tanto in tanto la coppia soggiornava a Venezia per seguire le inevitabili pratiche legali, o per svago, oppure si recavo al vecchio castello per seguire i ripetuti ripristini e restauri. Soltanto nel 1881, dopo la morte dell'amato Giuseppe, Felicita si trasferì a Venezia per trascorrervi i suoi ultimi anni: il palazzo bresciano non era più nelle sue disponibilità, a Verona non aveva mai creato dei veri legami, e forse la residenza isolata nell'aperta campagna dell'amata Bevilacqua era poco raccomandabile alla sua età.
A Venezia si spense il 28 gennaio 1899 nel grande palazzo costruito dal Longhena per i Pesaro. Lasciava tutti i suoi averi e ricordi ai comuni di Venezia e Verona e ad un ente da costituire a Bevilacqua, secondo le precise indicazioni espresse nell'esteso testamento, solo parzialmente poi rispettate. Per quanto non espressamente motivato si può comprendere il motivo di non lasciare nulla allo stato che lei considerava colpevole della mala gestione dei suo prestito: «Ho perdonato, ma non dimenticato!». Così anche la scelta di lasciare l'archivio di Giuseppe La Masa a Venezia invece che a Palermo per la sua percezione dell'ingratitudine di questa città verso il suo eroe. Al comune di Verona lasciava il palazzo avito progettato dal Sanmicheli con l'indicazione affinché divenga un «Istituto di decoro» attrezzato di sale conferenze, biblioteca e una galleria d'arte. Agli esecutori lascia l'incarico di istituire un «Asilo di quiete» nel suo castello (con una dote di settecento campi con altri fabbricati), che doveva assumere non l'aspetto disgraziato dei comuni centri di carità quanto quello di «un luogo di villeggiatura e di riposo» per quanti «si trovino giunti alla sera della vita sconfortati e senza mezzi di sussistenza». L'asilo vedrà la luce solo decenni dopo per poi essere trasformato nell'attuale relais. A Venezia lasciò la sua Ca' Pesaro affinché fosse destinato a mostre e studi di giovani artisti. Si doveva lasciare il primo piano come abitazione in affitto per avere un minimo reddito disponibile, ma presto il comune lo occupò per un museo d'arte moderna. Alla fine gli artisti che non potevano accettare questa convivenza e dopo il 1925 furono trasferiti in un padiglione del Lido nel 1936 all'ultimo piano di palazzo Carminati (ma con 7 studi anziché i 14 originari). Nel 1947 ci fu una vertenza giudiziaria in cui il comune ammise il proprio torto e fu assegnato loro lo spazio espositivo di piazza San Marco, fu anche promessa la sala degli specchi di Ca' Giustinian (mai consegnata) e il diritto di tornare a Ca' Pesaro (mai avvenuto). Ad oggi l'erede dell'istituzione desiderata da Felicita esiste ma in altre sedi, del suo legato a Ca' Pesaro rimangono invece i busti dei due coniugi ai fianchi dello scalone.